# Hamburgerbryggeriet

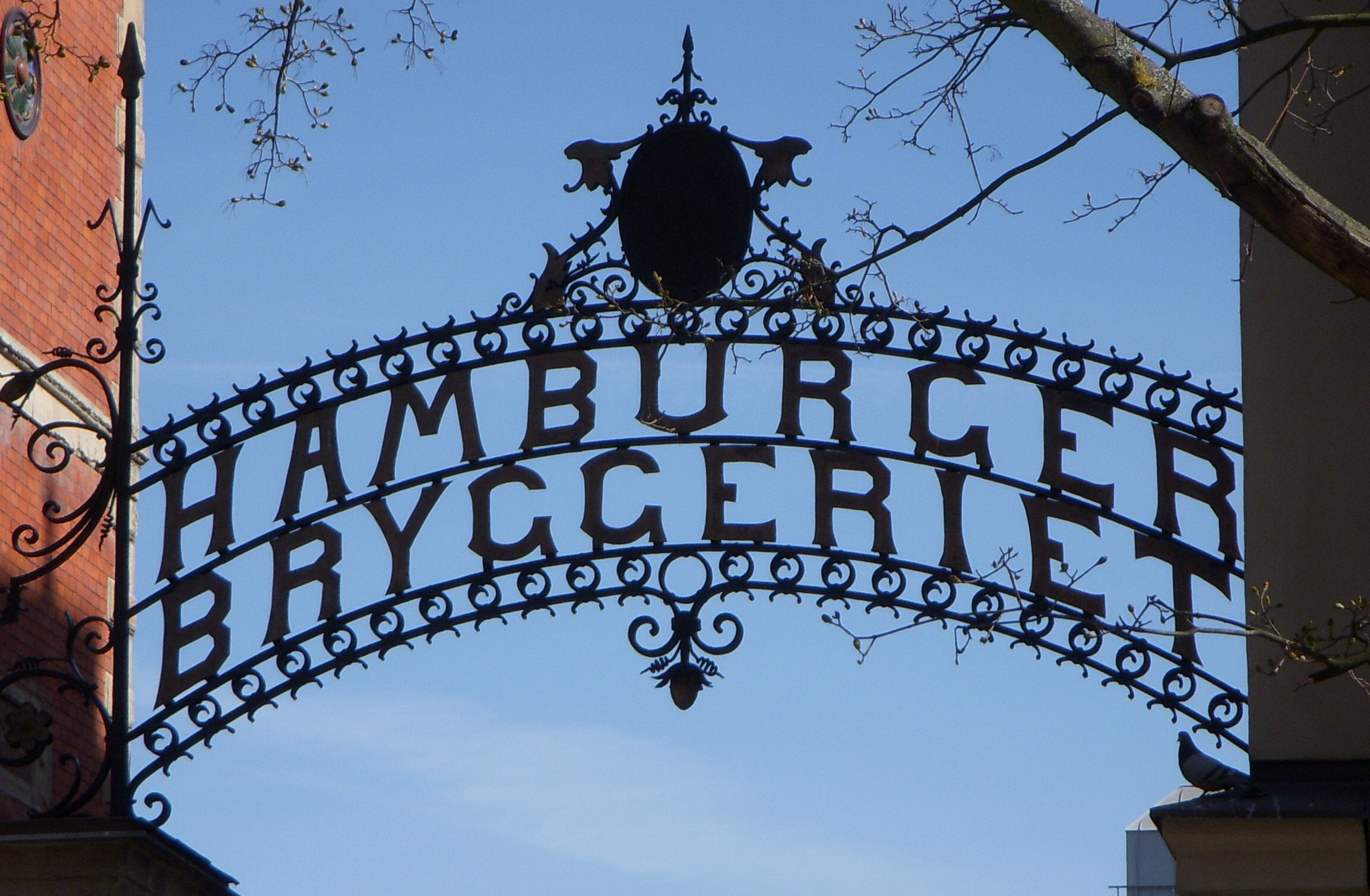
Bryggeriets smidesskylt

Hamburgerbryggeriet var ett bryggeri i kvarteret Riddarsporren vid Surbrunnsgatan / Norrtullsgatan i Vasastan i centrala Stockholm. Bryggeriverksamheten lades ner 1970.

## Historik

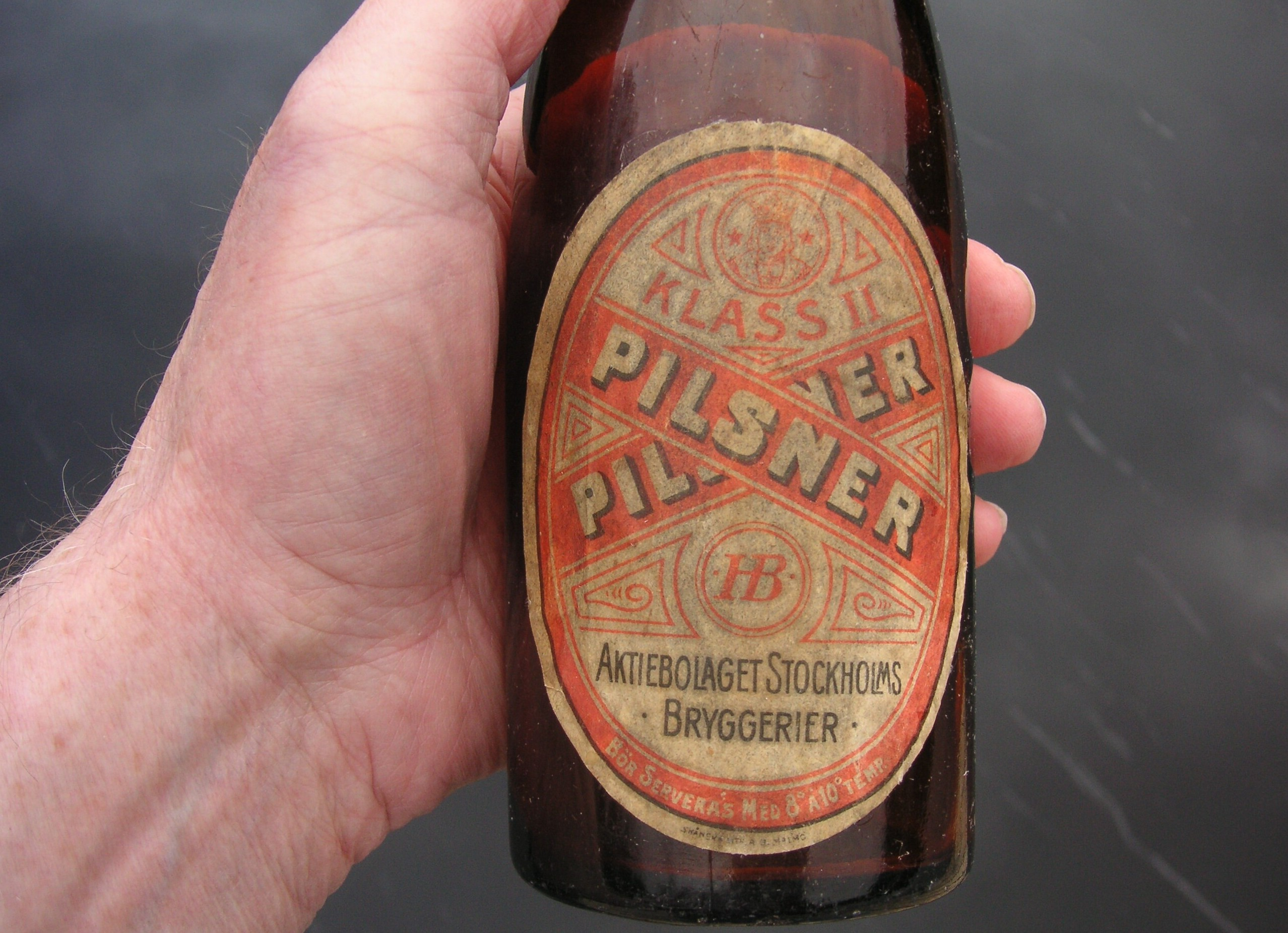
En knoppölflaska från bryggeriet.

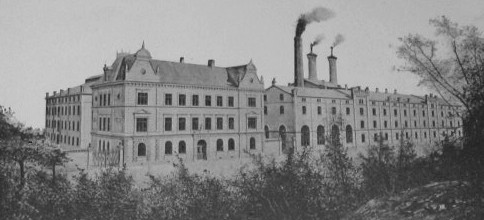
Hamburgerbryggeriet 1885

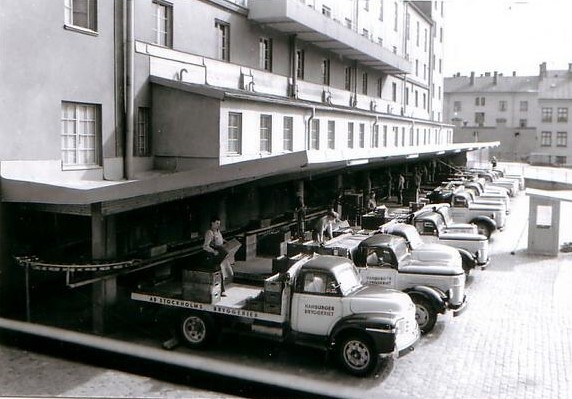
Distributionsbilar 1956

AB Hamburgs Bryggeri (som med tiden fick smeknamnet Hamburgerbryggeriet) grundades 1869 av den tyske bryggaren Fritz Dölling och låg då vid Luntmakargatan, där det funnits ett bryggeri sedan 1699. Som bryggmästare anställdes bayraren Johan Bauer som var en gammal bryggarkollega till Dölling och även hans svåger. Bauer lämnade företaget efter några år och i hans ställe engagerades Frans Heiss som blev direktör och delägare vid bryggeriet. 1870 kom en annan tysk, bryggmästaren Georg Sellmann, in i företaget och blev delägare tillsammans med Heiss. 
På Heiss uppmaning började Sellmann experimentera med underjäst öl, så kallad pilsneröl. 1877 började produktionen av denna nya ölsort. Bryggeriet var bland de första i Sverige som kunde erbjuda pilsneröl och produkten blev en stor framgång för företaget. Snart var lokalerna vid Luntmakargatan för små, och Hamburgerbryggeriet etablerade sig 1888/89 vid Surbrunnsgatan/Norrtullsgatan, där man uppförde nya tillverkningslokaler. 
Här i kvarteret ”Pukslagaren” (nuvarande ”Riddarsporren”) växte det fram ett modernt bryggeri med ett stort antal olika byggnader såsom brygghus, pannhus, jäskällare, skölj- och tappningslokaler, silo- och lagerlokaler, stall, foderrum och vagnslider, smedja samt verkstäder och en stor disponentvilla mot Norrtullsgatan. Det nya bryggeriet var då Stockholms största. 1890 gick företaget upp i kartellen AB Stockholms Bryggerier. Efter fusionen kvarstod Heiss som chef för Hamburgerbryggeriet och blev även utsedd till vice ordförande i Stockholms Bryggeriers styrelse.
Vid 1910-talet var arbetsstyrkan på Hamburgerbryggeriet 241 personer varav 48 kvinnor. Distributionen sköttes med häst och vagn. Bryggeriet köpte sin första lastbil 1903, men det dröjde många år innan det införskaffades fler distributionsbilar. Under 1900-talets början ökade bryggeriets hästantal kraftigt. Den sista tillbyggnaden av stallplatser skedde 1906 när 20 spiltor inrättades och då fanns det plats för 145 hästar. Den sista hästdragna bryggarvagnen rullade fram till 1952 på Stockholms gator, sedan sköttes distributionen enbart med lastbilar. 1914 byggdes ett nytt brygghus som idag används som föreningslokaler och går under namnet Brygghuset. Brygghuset ritades av stockholmsarkitekten Edward Ohlsson. 
År 1964 fusionerade AB Stockholms Bryggerier och Pripp-Bryggerierna AB.

## Området idag
Produktion av öl pågick till 1970; då övertog Pripps i Bromma hela tillverkningen. År 1974 inköpte Stockholms kommun området och lät Svenska Bostäder uppföra hyresbostäder. En del av den ursprungliga bebyggelsen revs för att ge plats för nya bostadshus, fyra gårdar och ett torg. Kvar blev Brygghuset, Disponentvillan och Dalkullehuset. Byggnaderna sanerades och byggdes om, bland annat blev den gamla jäskällaren garage för några hundra bilar. År 2009 omvandlades bostadsområdet till bostadsrätter.

## Bilder

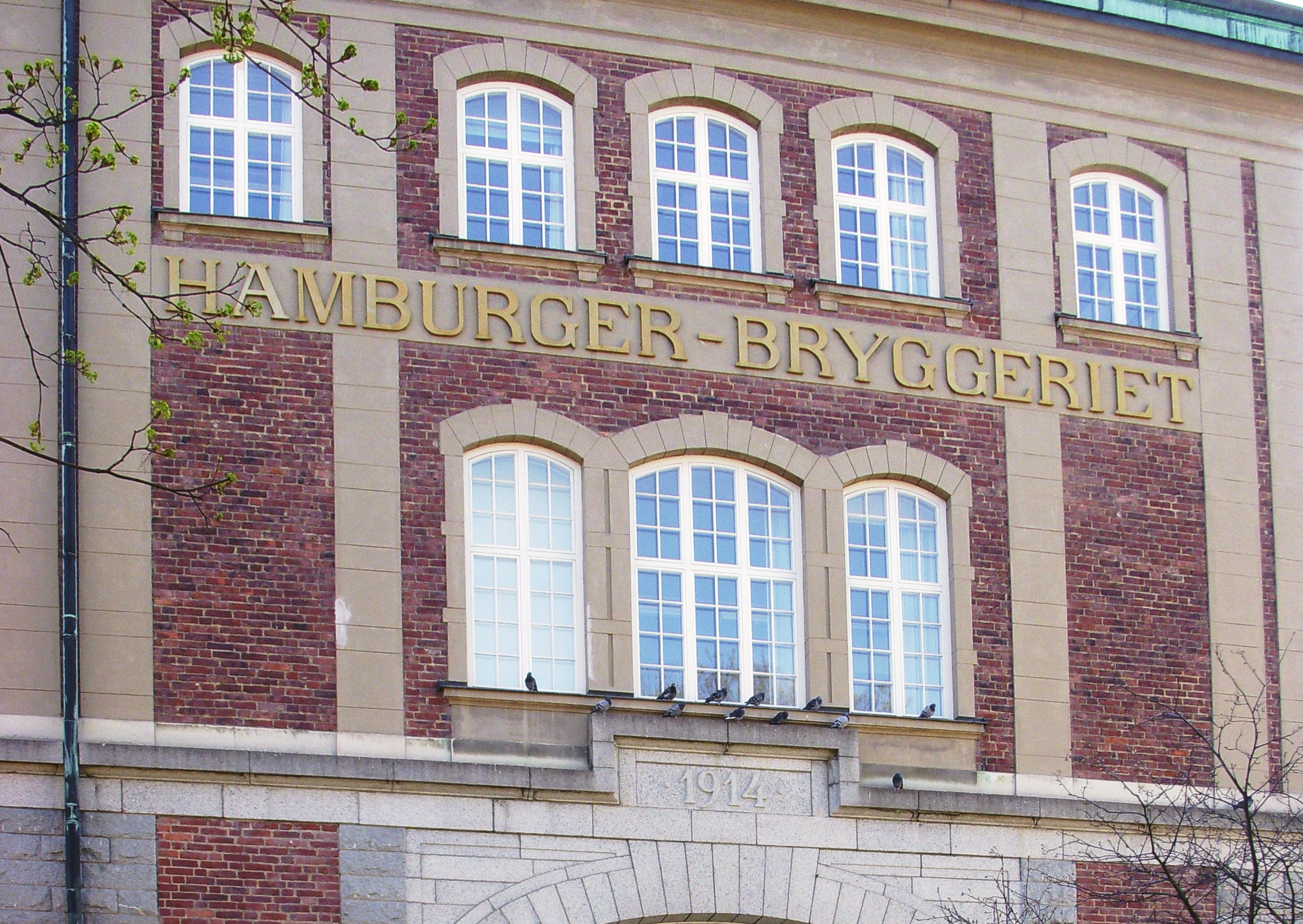
Brygghuset från Frejgatan
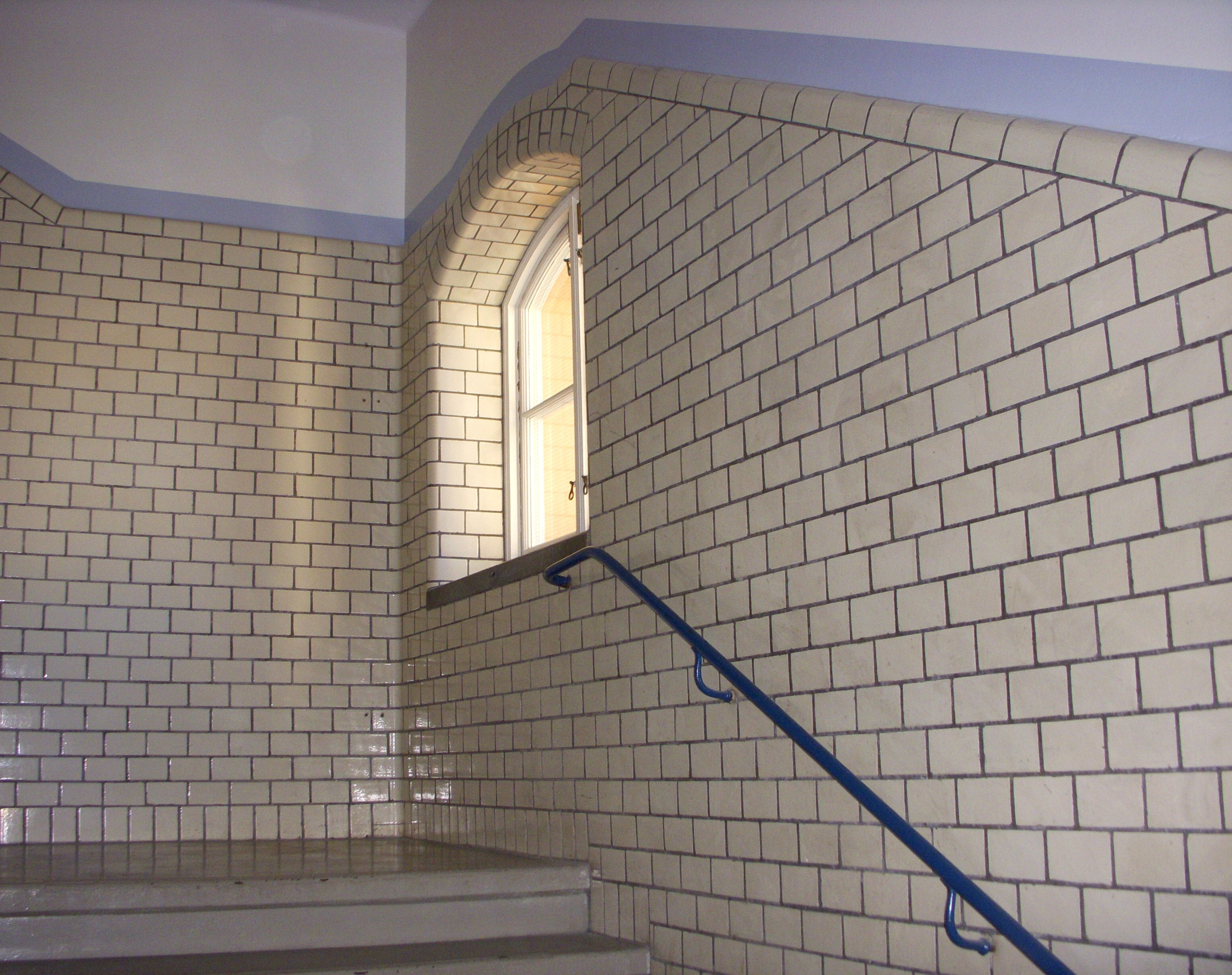
Dalkullehusets trappuppgång
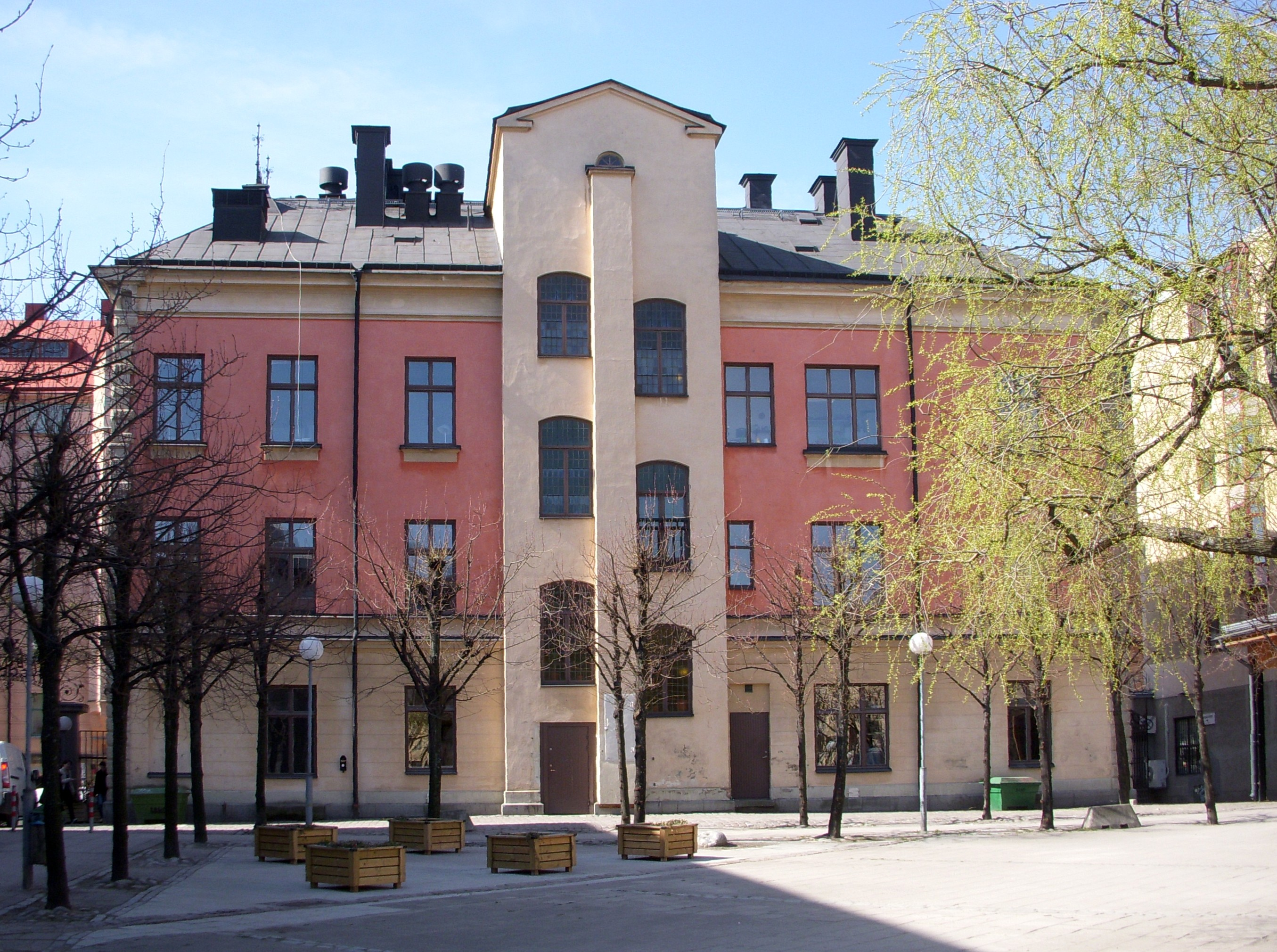
Disponentvillan, fasad mot gården
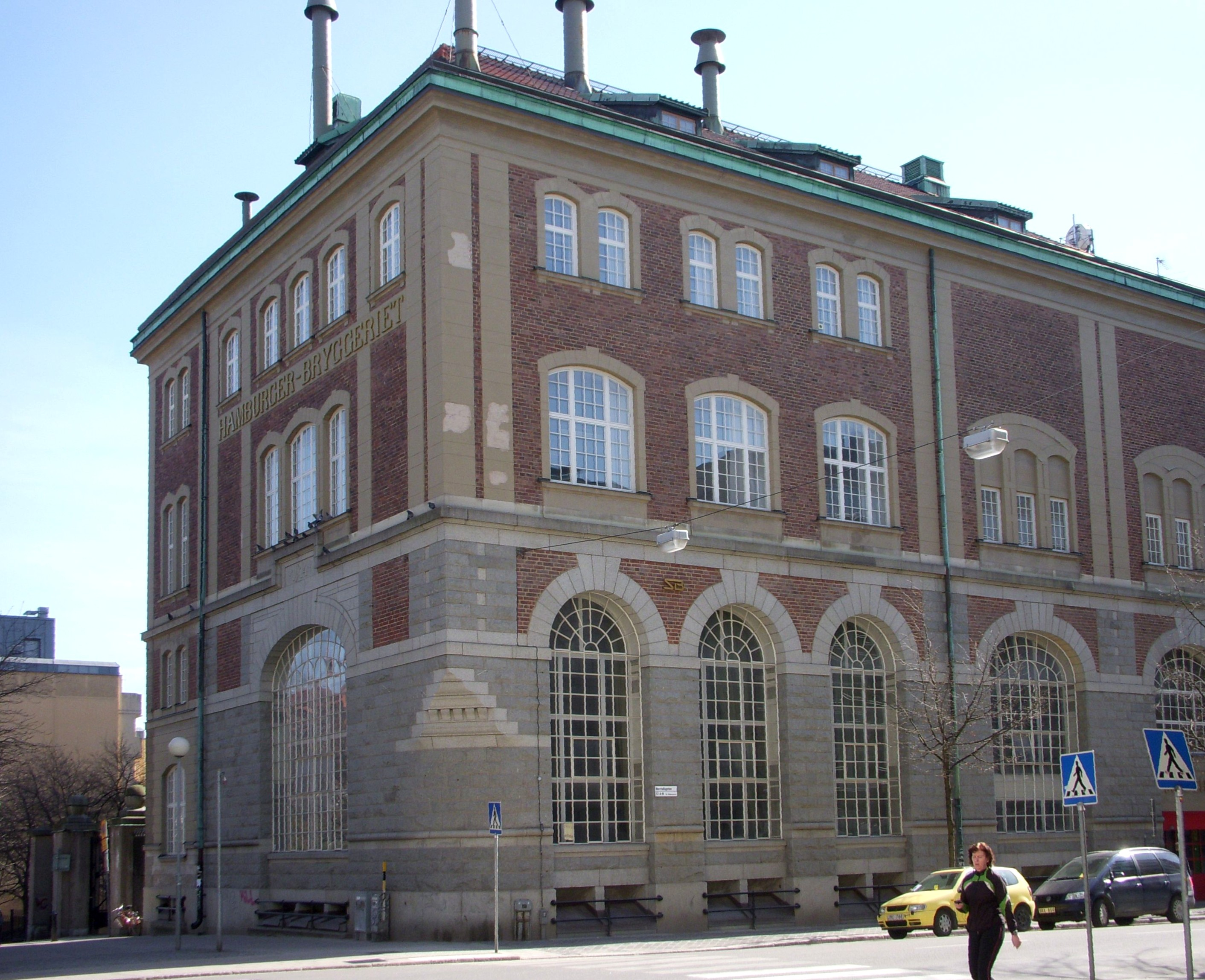
Brygghuset från Norrtullsgatan